# Conflitto di Gaza del 2008
Il conflitto di Gaza del 2008 o operazione "Inverno caldo" (in ebraico: מבצע חורף חם, Mivtza Horef Ham) è stata una campagna militare nella Striscia di Gaza delle forze di difesa israeliane (IDF), lanciata il 29 febbraio 2008 in risposta a razzi Qassam sparati dalla Striscia da Hamas. Almeno 112 palestinesi e tre israeliani sono stati uccisi e più di 150 palestinesi e sette israeliani sono stati feriti.
E' stato diffuso un allarme internazionale, con gli Stati Uniti che hanno esortato Israele a esercitare cautela per evitare la perdita di vite innocenti, e l'Unione europea e le Nazioni Unite che hanno criticato Israele per "uso sproporzionato della forza". L'Unione europea chiese l'immediata cessazione degli attacchi di razzi su Israele da parte di Hamas, esortando Israele a fermare le attività che mettono in pericolo i civili e che sono in violazione del diritto internazionale.

## Operazione
L'offensiva terrestre e aerea delle forze armate israeliane a Gaza, cominciata il 29 febbraio, uccise oltre 100 palestinesi in meno di una settimana, mentre i 150 razzi sparati dai palestinesi in Israele nel corso dello stesso periodo uccisero tre israeliani, fra cui due soldati e un civile.
Gli Stati Uniti d'America invocarono un cessate il fuoco fra Israele e i palestinesi.
Il presidente palestinese, Mahmūd Abbās, accusò Israele di «terrorismo internazionale», affermando che il suo attacco a Gaza era «più che un olocausto».
In seguito il 3 marzo sospese ogni rapporto con Israele perché il governo israeliano lunedì aveva mandato ulteriori cacciabombardieri per colpire altri obiettivi e intendeva continuare la sua offensiva.

## Reazioni internazionali
L'Unione europea condannò quello che definì un «uso sproporzionato della forza» da parte di Israele a Gaza, dopo che 54 palestinesi erano rimasti uccisi nel giorno col più alto numero di morti dall'inizio delle violenze nel 2000.
Anche il segretario generale delle Nazioni Unite Ban Ki-moon condannò quella che definì una risposta «eccessiva e sproporzionata» di Israele, denunciando la continuazione degli attacchi mediante razzi su Sderot e Ascalona.
Nel mondo musulmano, ci furono diverse manifestazioni per protestare contro gli attacchi israeliani.
La Guida Suprema dell'Iran Ayatollah Ali Khamenei chiamò i musulmani e i loro capi a colpire Israele «nella faccia colla rabbia delle loro nazioni».
In Libano, centinaia di sostenitori di Hezbollah si radunarono al confine con Israele urlando «morte a Israele» e sventolando bandiere libanesi e palestinesi. In Egitto, migliaia di studenti protestarono nelle università di tutto il Paese chiamando i capi di stato arabi a fermare l'aggressione di Israele e a sostenere i palestinesi.
Circa 10 000 persone, principalmente afferenti ai Fratelli Musulmani e a piccoli gruppi di opposizione, scesero in piazza in una delle manifestazioni anti-Israele più grandi degli ultimi anni.
L'Arabia Saudita paragonò l'offensiva israeliana ai crimini di guerra nazisti e invocò un intervento della comunità internazionale per fermare quello che definì un «assassinio di massa» di palestinesi.
Il primo ministro turco Recep Tayyip Erdoğan disse che gli attacchi israeliani non avevano giustificazioni umanitarie e aggiunse che Israele stava rifiutando una soluzione diplomatica al conflitto.